# 即興
即兴（英語：Improvisation）是指在沒有事先計劃的情形下，利用現有的事物来进行的活动。表演藝術中的即兴，是指表演者在未準備也沒有排練的情形下進行的自發性表演。例如即興演奏。